# 圣欧班迪代塞尔
圣欧班迪代塞尔（法語：Saint-Aubin-du-Désert，法語發音：[sɛ̃.t‿obɛ̃ dy dezɛʁ]）是法国马耶讷省的一个市镇，位于该省东北部，属于马耶讷区。

## 地理
圣欧班迪代塞尔（48°18'15"N, 0°11'38"W）面积12.83 平方千米，位于法国卢瓦尔河地区大区马耶讷省，该省份为法国西北部内陆省份，北起芒什省和奧恩省，西接伊勒-维莱讷省，南至曼恩-卢瓦尔省，东临萨尔特省。
与圣欧班迪代塞尔接壤的市镇（或旧市镇、城区）包括：阿韦尔通、库尔西泰、圣马尔迪代塞尔。

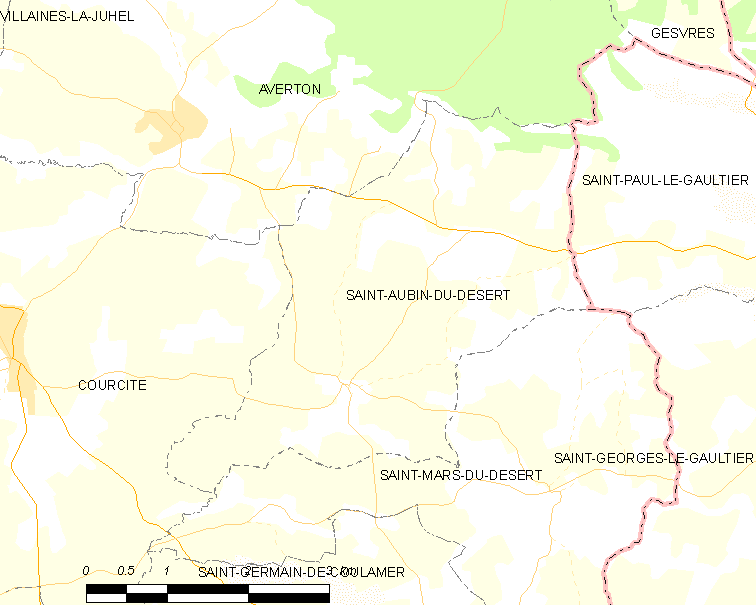
圣欧班迪代塞尔的OSM定位图

圣欧班迪代塞尔的时区为UTC+01:00、UTC+02:00（夏令时）。

## 行政
圣欧班迪代塞尔的邮政编码为53700，INSEE市镇编码为53198。

## 政治
圣欧班迪代塞尔所属的省级选区为维莱讷拉瑞埃勒县。

## 人口

1962-2008年间圣欧班迪代塞尔人口变化图示

圣欧班迪代塞尔于2022年1月1日时的人口数量为223人。